# Jet (Vorname)
Jet ist ein weiblicher und männlicher Vorname. Er ist verbreitet im niederländischen Sprachraum, als Kurzform weiblicher Vornamen wie Henriette oder Mariëtte. Im englischen Sprachraum ist der Name seltener und meistens ein männlicher Vorname.

## Namensträger

### Weiblicher Vorname
- Jet Bussemaker (* 1961), niederländische Politikwissenschaftlerin und Politikerin
- Jet Dubbeldam (1930–2018), niederländische Organistin und Musikpädagogin

### Männlicher Vorname
- Jet Black (1938–2022), britischer Musiker
- Jet Harris (1939–2011), britischer Musiker
- Jet Jurgensmeyer (* 2004), US-amerikanischer Schauspieler und Synchronsprecher
- Jet Li (* 1963), singapurischer Schauspieler und Wushu-Kämpfer